# Аулеяс
А́улеяс (латыш. Aulejs, Aulejas ezers) — озеро в Аулейской волости Краславского края Латвии. Относится к бассейну Даугава.
Площадь водной поверхности — 190,4 га. Наибольшая глубина — 4,3 м, средняя — 2,7 м.